# Alquimista (classe de personagem)
Em jogos de RPG, o Alquimista é uma classe de personagens típica de cenários de fantasia medieval, dentre os quais se destacam os jogos Dungeons & Dragons, também chamado de D&D e Pathfinder Roleplaying Game. Uma classe dá habilidades (ou perícias) exclusivas para o personagem de cada classe.
Alguns RPGs tiram a atribuição de criar poções e compostos, bem como lidar com eles, dos magos e feiticeiros, passando-a para uma classe mais especializada. Ou ainda, têm a habilidade de manipular os elementos, somente. Ai então surgem os alquimistas. Os "alquimistas" são baseados nos alquimistas históricos, que eram os químicos ou ciêntistas medievais, em busca de objetivos útopicos como produzir a pedra filosofal, material capaz de transformar outros metais em ouro; e da pedra também se retiraria o elixir da longa vida, capaz de prolongar a vida de quem o bebesse. Apesar de falharem nesse objetivo, é sabido que muitos dos experimentos feitos por alquimistas deram base a ciências modernas, como a química.
Assim, o alquimista, em jogos de jogos de RPG é responsável pela criação de toda sorte de poções e compostos, desde poções de cura, entre outras finalidades, até ácidos, pólvora e outros explosivos. Quando a situação exige que entre em um combate, o alquimista usa seus compostos, jogando ácidos e explosivos em seus inimigos e poções aos seus aliados.